# Monday (film, 2000)
Pour les articles homonymes, voir Monday.
Pour plus de détails, voir Fiche technique et Distribution.
Monday est un film japonais réalisé par Sabu, sorti en 2000.

## Synopsis
Takagi se réveille tout habillé dans une chambre d'hôtel et essaie de se rappeler comment il est arrivé là. Un paquet de sel purificateur lui rappelle un enterrement auquel il a assisté.

## Fiche technique
- Titre : Monday
- Réalisation : Sabu
- Scénario : Sabu
- Musique : Kenichiro Shibuya
- Photographie : Kazuto Sato
- Montage : Kumio Onaga
- Production : Lee Bong-ou
- Société de production : Cine Qua Non Films, CineRocket, MMI et Media Factory
- Pays :  Japon
- Genre : Action, comédie et thriller
- Durée : 100 minutes
- Dates de sortie : 
  - Japon : 29 avril 2000
  - France : 3 octobre 2001

## Distribution
- Shin'ichi Tsutsumi : Koichi Takagi, le salaryman
- Yasuko Matsuyuki : Yuko Kirishima, la femme yakuza
- Ren Ōsugi : Murai Yoshio, le collègue
- Masanobu Andō : Mitsuo Kondo, l'homme mort
- Hideki Noda : Shingo Kamiyama, l'homme étrange au bar
- Akira Yamamoto : Kiichiro Hanai, le chef des yakuzas
- Naomi Nishida : Yuki Machida, la petite amie de Koichi
- Hijiri Kojima : Akiko
- Yutaka Matsushige : Masaki Kubo, yakuza
- Toshie Negishi : Miyoko Kondō, la mère de Mitsuo
- Sansei Shiomi : Daisuke Ōshima, le chef d'équipe
- Tomorō Taguchi : Mitsuhiko Shima, le psychologue de la télévision
- Susumu Terajima : Saburō Nakano, yakuza
- Kanji Tsuda : Kenji
- Nanako Ōkōchi : Rie Kondō, la sœur de Mitsuo

## Distinctions
Le film a été présenté dans la section Forum du nouveau cinéma de la Berlinale 2000 et a remporté le prix FIPRESCI et une mention spéciale au prix Don Quixote.